# Bipolartransistor
Ein Bipolartransistor, im Englischen als bipolar junction transistor (BJT) bezeichnet, ist ein Transistor, bei dem im Unterschied zum Unipolartransistor beide Ladungsträgertypen – negativ geladene Elektronen und positiv geladene Defektelektronen – zum Stromtransport durch den Bipolartransistor beitragen. Der BJT wird mittels eines elektrischen Stroms gesteuert und wird zum Schalten und Verstärken von Signalen ohne mechanisch bewegte Teile eingesetzt.
Bipolare Leistungstransistoren sind für das Schalten und Verstärken von Signalen höherer Stromstärken und Spannungen ausgelegt.

Analogiemodell eines Bipolartransistors zur Veranschaulichung der Stromverstärkung durch eine Wasserströmung.

## Historisches

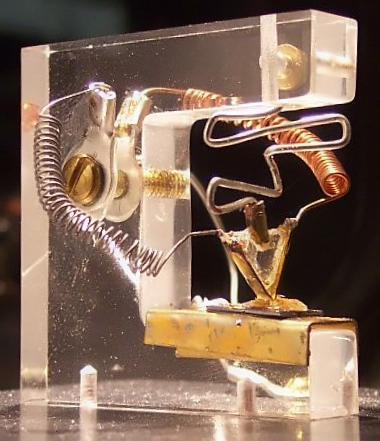
Nachbau des ersten Transistors (Spitzentransistor) von Shockley, Bardeen und Brattain

Die Idee eines „stromverstärkenden“ bzw. stromschaltenden Bauelements auf Basis von Halbleitern wurde bereits in den 1920er Jahren durch Julius Edgar Lilienfeld beschrieben. Lilienfeld beschrieb ein elektronisches Bauelement, welches auf dem später „Feldeffekt“ genannten Phänomen, also einer Änderung der Leitfähigkeit eines Materials in Anwesenheit eines elektrischen Feldes, basiert und heute mit dem Feldeffekttransistor vergleichbar ist. Mehr oder weniger unabhängig davon forschten zahlreiche andere Gruppen in den 1930er und 1940er Jahren an elektrischen Effekten in Festkörpern. Es existierten bereits Theorien zur Dotierung von Materialien, eine Realisierung des Feldeffekttransistors gelang zunächst jedoch nicht (vgl. u. a. W. R. Brinkman et al., I. M. Ross oder B. Lojek).
Eine dieser Forschergruppen war in den 1930er Jahren die Halbleitergruppe von Mervin Kellys an den Bell Laboratories, die nach dem Zweiten Weltkrieg 1946 unter der Leitung von William B. Shockley und Stanley Morgan wieder gegründet wurde. Auch sie verfolgte die Realisierung eines Feldeffekt-Bauelements mithilfe der Materialien Silizium und Germanium.
In dieser Zeit gewann John Bardeen wichtige Erkenntnisse zum Verständnis von Feldeffekten. Er erkannte, dass bereits eine relativ geringe Anzahl von Oberflächenzuständen Ladungsänderungen im Halbleiter verdecken kann und so der Realisierung eines Feldeffekt-Bauelements entgegensteht. Zusammen mit anderen Mitgliedern der Gruppe, vor allem Walter Brattain, untersuchte er, wie die Oberfläche zu reinigen ist, um die Auswirkungen solcher Oberflächenzustände zu reduzieren. Im Rahmen dieser Entwicklung beobachtete Brattain am 16. Dezember 1947 erstmals eine Spannungsverstärkung von 15. In seinem Experiment schnitt er die Spitze eines mit Gold beschichteten Polystyrol-Keils ab, sodass zwei dicht nebeneinander liegende Goldkontakte entstanden. Durch Einpressen dieses Keils auf einen Germaniumkristall entstand damit der erste Spitzentransistor. Nach einem nochmaligen Test an einem Oszillator am 23. Dezember mit H. R. Moore in Anwesenheit von R. B. Gibney, J. Bardeen, G. L. Pearson, W. Shockley, W. Brattain, H. Fletcher und R. Bown stellte er das Bauelement am Folgetag dem Management vor.
Shockley, Bardeen und Brattain wurden aufgrund der Entdeckung des Transistoreffekts und weiterer Arbeiten in diesem Gebiet mit dem Nobelpreis gewürdigt.
Ein weiterer wichtiger Fortschritt gelang Gordon Teal und Morgan Sparks Anfang der 1950er Jahre ebenfalls an den Bell Labs, als sie einen Fabrikationsprozess entwickelten, um Bipolartransistoren in Form von Flächentransistoren mit gezogenem/gewachsenem pn-Übergang aus einem Kristall zu fertigen (vgl. gezogener Transistor). Erste Exemplare wurden von den Bell Labs 1951 vorgestellt. Basis war noch Germanium, die ersten kommerziell erhältlichen Silizium-Flächentransistoren entwickelte Teal 1954 bei Texas Instruments, wobei parallele Arbeiten unabhängig durch Morris Tanenbaum bei Bell Labs liefen.

## Typen und Schaltzeichen

Schaltzeichen (oben) und Dioden-Ersatzschaltbild (unten) für npn- und pnp-Bipolartransistoren

Bipolartransistoren werden in npn- und pnp-Typen unterteilt. Die Buchstaben geben die Reihenfolge und den Dotierungstyp der Schichtung an. Somit bildet ein Bipolartransistor im Wesentlichen immer zwei gegeneinander geschaltete pn-Übergänge (ähnlich dem in einer pn-Diode). Die drei Anschlüsse werden Kollektor (C, collector) Basis (B, base) und Emitter (E, emitter) genannt.
Beim pnp-Transistor ist die Reihenfolge der Schichten p-n-p, d. h., die beiden Dioden zwischen Basis und Emitter sowie zwischen Basis und Kollektor haben jeweils die entgegengesetzte Polung gegenüber dem npn-Typ.
Im Schaltzeichen drückt man diesen Unterschied aus, indem man den Richtungspfeil der Basis-Emitter-Diode umdreht.
Um sich die Pfeilrichtung des Schaltzeichens besser merken zu können, gibt es zwei einprägsame Sprüche: „Tut der Pfeil der Basis weh, handelt′s sich um pnp“ und „Pfeil nach Platte“.
Die Pfeilrichtung kann man auch mit der technischen Stromrichtung erklären, die immer von Plus nach Minus verläuft. Der Pfeil befindet sich immer auf der Emitterseite und zeigt in die Richtung, in die sich die positiven Ladungsträger bewegen. Beim npn-Transistor (negativ-positiv-negativ) zeigt der Pfeil also nach außen, auch hierfür gibt es einen Spruch: „Will der Pfeil sich von der Basis trenn’, handelt sich′s um npn.“.
Die im Ersatzschaltbild dargestellte Diodenschaltung erzeugt keinen Transistoreffekt, denn die Ladungsträger würden in dem Gebiet einer solchen Pseudobasis rekombinieren. Dies gilt auch für Strukturen, bei denen der Abstand zwischen Emitter-Basis- und Kollektor-Basis-Zone zu groß, d. h., die Basiszone zu dick ist. Für die Ausbildung des Transistoreffekts muss die Bedingung erfüllt sein, dass die Basisdicke kleiner als die Diffusionslänge ist (W ≫ Lb).

## Aufbau

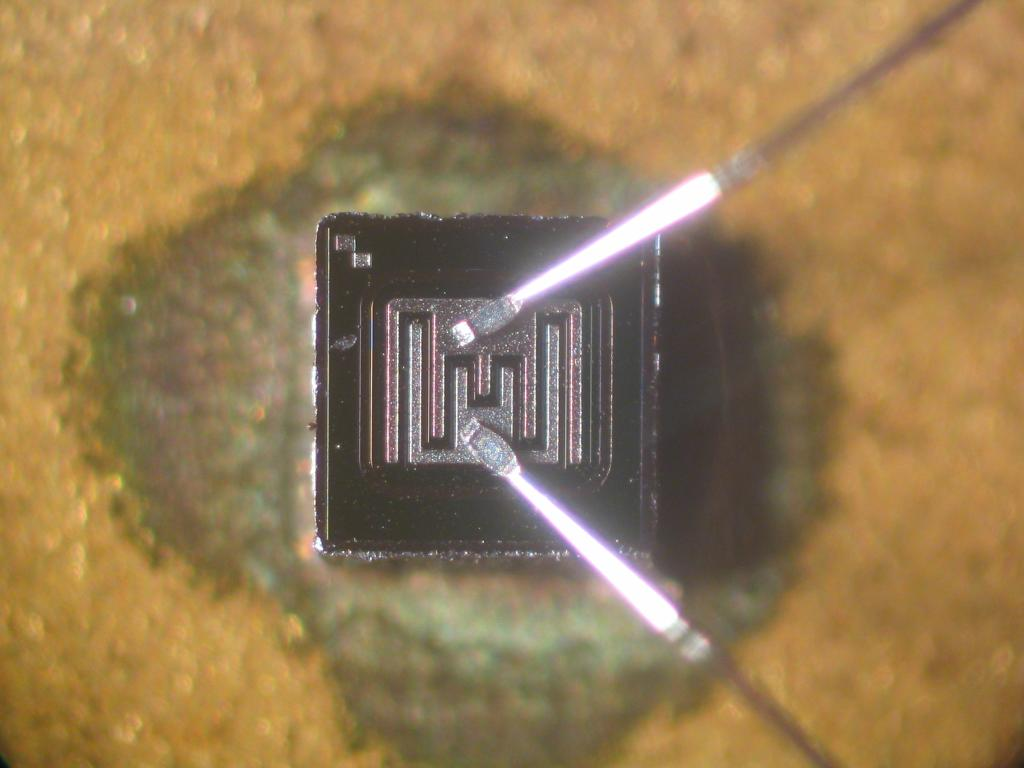
Ansicht eines Halbleiterplättchens (engl. die) mit einem Bipolartransistor von oben und den Anschlussdrähten

Der Bipolartransistor ist eine Kombination aus drei abwechselnden p- und n-dotierten Halbleiterschichten (npn bzw. pnp). Diese entgegengesetzt geschalteten p-n-Übergänge müssen nahe beieinanderliegen, um die Transistorfunktion zu realisieren.
Die drei unterschiedlich dotierten Bereiche werden als Kollektor (C), Basis (B) und Emitter (E) bezeichnet. Die Basis ist besonders dünn und liegt zwischen Kollektor und Emitter. Zu beachten ist die unterschiedliche Dotierung im Bipolartransistor. Der Emitter ist höher dotiert als die Basis, welche wiederum höher dotiert ist als der Kollektor. Dieser asymmetrische Aufbau bewirkt ein unterschiedliches Verhalten im Normal- und Inversbetrieb.
Erste Bipolartransistoren wurden aus einem n-dotierten Halbleiterplättchen hergestellt, in welches von beiden Seiten durch Diffusion von p-Dotanden die Emitter- und die Kollektorzone eingebracht wurden, bis zwischen diesen p-dotierten Gebieten nur noch ein geringer Abstand im Inneren des Plättchens war. Die beidseitige Kontaktierung erfolgte durch Drähte, während der Basisanschluss durch das Halbleiterplättchen selbst gebildet wurde (daher die Bezeichnung Basis).
Aufgrund von Optimierungen sind Bipolartransistoren heutzutage aus mehr als drei Schichten aufgebaut, die zusätzlichen Schichten sind nicht in Form von weiteren p-n-Übergängen zusammengesetzt, sondern die drei Hauptschichten sind in Zonen unterschiedlicher Dotierungsdichte gegliedert. Die Kollektorzone besteht hierbei immer aus mindestens zwei unterschiedlich stark dotierten Zonen. Üblicherweise wird zu einem Metallkontakt höher dotiert, um den Effekt einer Schottky-Diode zu verringern. Die Bezeichnungen npn und pnp beziehen sich nur auf den aktiven inneren Bereich, jedoch nicht den tatsächlichen Aufbau.

Bipolartransistoren in Epitaxial-Planar-Technik
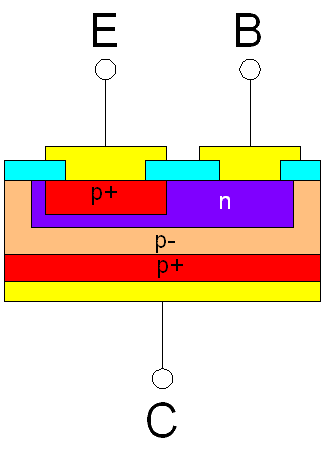
Schematischer Aufbau (pnp-Transistor)
Schematischer Aufbau (npn-Transistor)
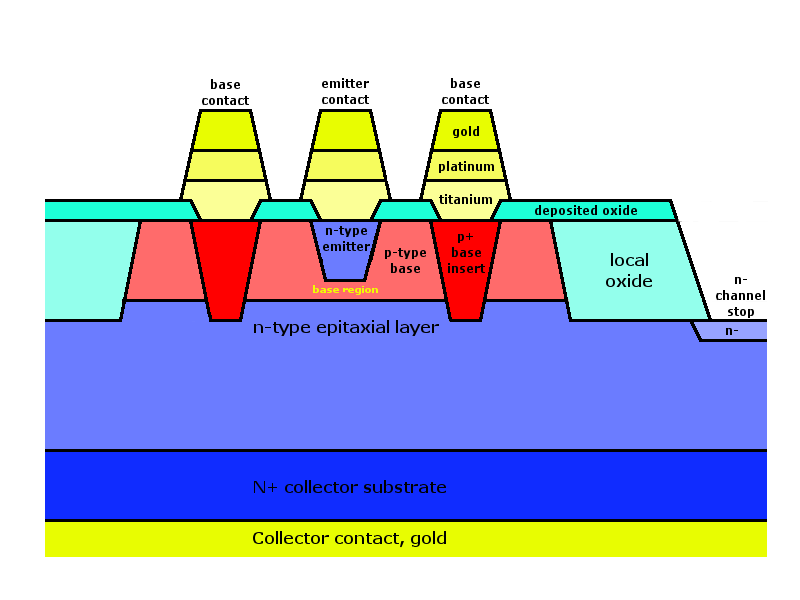
Praktischer Aufbau (npn-Transistor)

Einzeltransistoren werden heute meist in der Epitaxial-Planarbauweise hergestellt. Integrierte Transistoren werden ebenfalls in Epitaxial-Planarbauweise hergestellt, allerdings befindet sich der Kollektoranschluss an der Oberseite. Der Substratanschluss (S) ist eine Verbindung mit den tieferen Schichten. Am Substratanschluss wird eine negative Spannung angelegt. Dies bewirkt eine Sperre der Substratdiode und damit eine Trennung der einzelnen Transistoren.
Man unterscheidet bei integrierten Transistoren grundsätzlich zwischen vertikal und lateral aufgebauten Transistoren. npn-Transistoren werden in der Praxis vertikal und pnp-Transistoren lateral aufgebaut. Vertikale Transistoren weisen einen vertikalen Stromfluss auf. Bei lateralen Transistoren erfolgt der Stromfluss horizontal, und die Stromverstärkung ist 3- bis 10-fach größer, und die Schaltfrequenzen sind höher, da die Basiszone kleiner aufgebaut werden kann. Aus diesem Grund können auch npn-Transistoren lateral aufgebaut sein, dann sind alle p- durch n- und n- durch p-Zonen ersetzt, gleiches gilt für die Dotierung des Substrats, das an eine positive Spannung angeschlossen wird.
Paare von npn- und pnp-Transistoren nennt man komplementär, wenn ihre elektrischen Daten bis auf das Vorzeichen ähnlich sind. Solche auf gute Übereinstimmung der Parameter selektierte „Transistorpärchen“ (entscheidend sind Stromverstärkung sowie Basis-Emitterspannung) werden z. B. in sogenannten Gegentaktschaltungen wie Verstärker-Endstufen eingesetzt, um Verzerrungen niedrig zu halten.
Sind große Ströme gefordert, können mehrere Transistoren parallelgeschaltet werden. Die Übereinstimmung deren Parameter ist hier ebenfalls wichtig, dennoch muss durch Emitterwiderstände dafür gesorgt werden, dass sich die Ströme gleichmäßig auf alle parallelen Transistoren aufteilen.

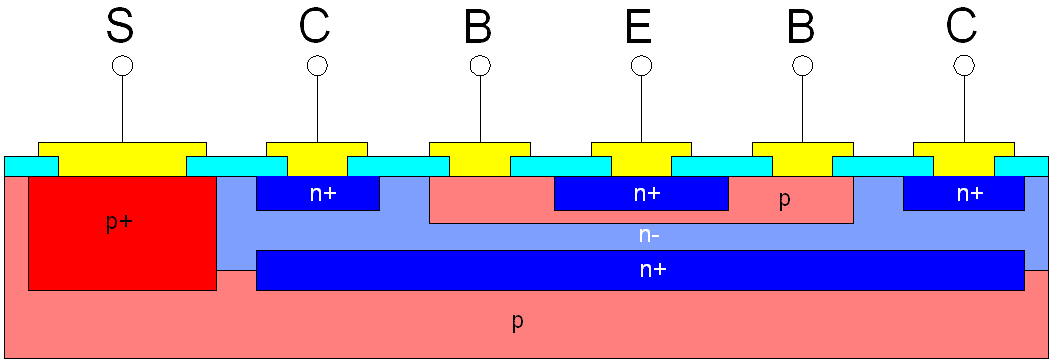
Schematischer Aufbau (integrierter vertikaler npn-Transistor)
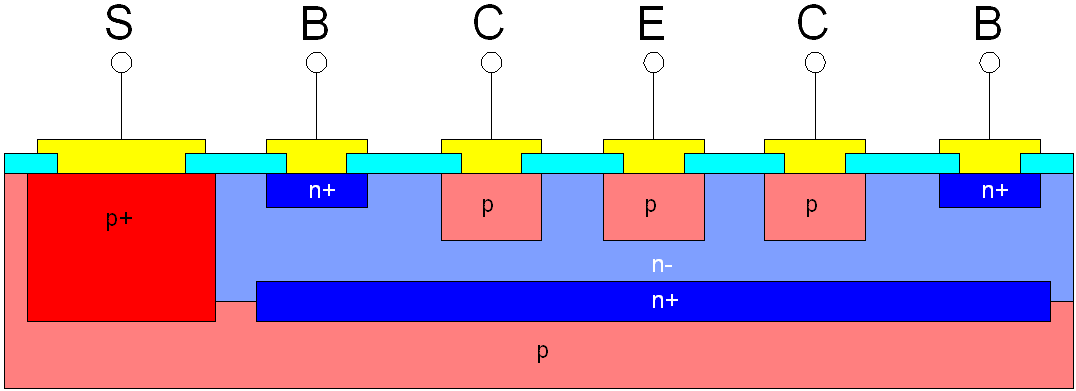
Schematischer Aufbau (integrierter lateraler pnp-Transistor)

Halbleiterbauelemente, die aus mehr als drei Schichten aufgebaut sind (z. B. pnpn), besitzen mehr als einen statischen Zustand des Stromflusses. Dazu zählen Vierschichtdioden (Thyristoren, Diacs) und Triacs.
siehe auch: Herstellung integrierter Schaltungen

## Funktionsweise

Bewegung der Ladungsträger in einem NPN-Transistor beim Betrieb im Verstärkungsbereich

Emitterschaltung eines npn-Transistors

Ein Bipolartransistor besteht aus zwei p-n-Übergängen, weshalb es vier mögliche Arten der Beschaltung gibt, da jeder p-n-Übergang in Fluss- oder Sperrrichtung geschaltet werden kann. Die üblichste Art der Beschaltung ist der Verstärkungsbereich, dabei ist der Emitter-Basis-Übergang in Flussrichtung und der Basis-Kollektor-Übergang in Sperrrichtung gepolt.
Durch einen elektrischen Strom {\displaystyle I_{\mathrm {B} }} zwischen Basis und Emitter wird ein stärkerer Strom {\displaystyle I_{\mathrm {C} }} zwischen Kollektor und Emitter gesteuert. Das Verhältnis der beiden Ströme, das im Bereich von etwa 4 bis 1000 liegt, ist vom Transistortyp und vom Absolutbetrag des Kollektorstroms abhängig und wird als statischer Stromverstärkungsfaktor {\displaystyle B} bezeichnet.
Dieses Verhalten ist vergleichbar mit einem flussabhängigen Ventil bei einem Wasserkanal-Modell. Dieses Modell ist stark vereinfacht und dient nur zur generellen Veranschaulichung der fließenden Ströme, da für die Erklärung der realen Verhältnisse und der Funktionsweise des Bipolartransistors sowohl Elektronen als auch Defektelektronen (Löcher) verantwortlich sind.
Im Folgenden wird am Beispiel eines npn-Transistors die generelle Funktionsweise eines Bipolartransistors im Vorwärtsbetrieb ({\displaystyle U_{\mathrm {BE} }>0}, {\displaystyle U_{\mathrm {CB} }>0}) dargestellt.
Werden nur Kollektor und Emitter angeschlossen (Spannung {\displaystyle U_{\mathrm {CE} }>0}), entspricht dies schaltungstechnisch zwei entgegengesetzt geschalteten Dioden, von denen eine (die Basis-Kollektor-Diode) immer gesperrt ist. Es fließt nur ein kleiner Strom, der betragsgleich mit dem Sperrstrom der Basis-Kollektor-Diode ist. Die angelegte Spannung verkleinert zwar die Basis-Emitter-Sperrschicht, die Raumladungszone (RLZ) zwischen Basis und Emitter, vergrößert jedoch die Basis-Kollektor-Sperrschicht.
Durch Schließen des Basis-Emitter-Stromkreises (Spannung {\displaystyle U_{\mathrm {BE} }>U_{\mathrm {D} }} ({\displaystyle U_{\mathrm {D} }} entspricht der Diffusionsspannung), für Silizium {\displaystyle U_{\mathrm {BE} }>0{,}7\ \mathrm {V} }) wird die Basis-Emitter-Diode leitend. Wie bei der einfachen pn-Diode werden Defektelektronen aus der Basis (p-dotiert) in den Emitter (n-dotiert) injiziert (engl. injected). Es fließt ein kleiner Basisstrom {\displaystyle I_{\mathrm {BE1} }}. Im Emittergebiet klingt der Minoritätsladungsträgerüberschuss, in diesem Fall Defektelektronen, mit der Diffusionslänge ab, die Defektelektronen rekombinieren mit den Elektronen. Analog dazu werden Elektronen aus dem Emitter (lat. emittere = aussenden) in die Basis injiziert. Da der Emitter höher dotiert ist als die Basis, überwiegt der Elektronenstrom vom Emitter in die Basis. Dieser Elektronenfluss ist wesentlich größer als der Löcherstrom aus der Basis in den Emitter. Aufgrund der geringen Weite der Basis, die kleiner als die Diffusionslänge der Ladungsträger sein muss, rekombinieren jedoch nur wenige der Elektronen mit den Defektelektronen. Die meisten Elektronen (ca. 99 %) diffundieren durch die Basis in die Kollektor-Basis-Sperrschicht, der Basis-Kollektor-Übergang wird in Sperrrichtung betrieben. Dort driften sie wegen des großen Potentialabfalls ({\displaystyle U_{\mathrm {CB} }>0}) in den Kollektor. In Form des Kollektorstroms {\displaystyle I_{\mathrm {C} }} fließen somit Elektronen vom Emitter in den Kollektor.
Die Anzahl der in das Basisgebiet injizierten Elektronen bzw. der in den Emitter injizierten Defektelektronen ändert sich mit der Flussspannung {\displaystyle U_{\mathrm {BE} }} der Basis-Emitter-Diode. Obwohl nur eine verhältnismäßig kleine Anzahl an Elektronen in der Basis rekombinieren, ist dieser Teil für die Funktion des Bipolartransistors wesentlich. Eine große Anzahl von Elektronen erhöht die Wahrscheinlichkeit, dass ein Elektron auf ein Loch trifft und rekombiniert. Die rekombinierenden Defektelektronen werden über den Basiskontakt in Form eines Teils des Basisstroms nachgeliefert. Durch Ändern des Basisstromes {\displaystyle I_{\mathrm {B} }} kann demzufolge der Kollektoremitterstrom {\displaystyle I_{\mathrm {C} }} gesteuert werden. Es wird durch den kleinen Basisstrom, verursacht durch die Defektelektronen, ein viel größerer Kollektorstrom (Elektronenstrom) gesteuert.
Diese Steuerung ist jedoch in ihrem Verhalten asymmetrisch. Während ein Anstieg des Basisstroms schnell den Kollektoremitterstrom ermöglicht, dauert es länger, bis die o. g. Vorgänge unterbleiben und das Bauteil zu einem Gleichgewicht mit weniger Strom zurückkehrt. Diese Dauer ist stark vom vorausgegangenen Verhältnis von Basisstrom zu Kollektorstrom abhängig. Stehen mehr Ladungsträger als für den Kollektorstrom nötig sind zur Verfügung (Sättigung), verzögert dies das Abschalten weiter. In Sättigung besteht keine Steuerung des Kollektoremitterstromes, da der Basisstrom nicht der begrenzende Faktor ist. Historisch wurde in den frühen 1960ern die Lebensdauer der Ladungsträger und damit die Abschaltzeit aus der Sättigung durch gezieltes Dotieren mit Metallatomen (Gold) verkürzt. Die so hergestellten Transistoren (z. B. Fairchild 2N709) waren auf das schnelle Schalten spezialisiert und als Verstärker untauglich. Bei schnellem Abschalten kann für kurze Zeit ein negativer Basisstrom gleichzeitig mit einem abnehmenden Kollektorstrom fließen. Dieses Verhalten gibt es auch bei der pn-Diode, die Sperrverzögerungszeit. Da es bei der pn-Diode ohne Basis nicht zu einem Überangebot an Ladungsträgern kommen kann, schaltet diese viel schneller ab als ein Bipolartransistor. Bei schnellen Änderungen des Basisstromes oder in Sättigung gilt die Näherung der konstanten Stromverstärkung nicht. Diese Abschaltverzögerung ist der wesentliche Grund, weshalb die schnellsten diskreten bipolaren NPN Siliziumepitaxialtransistoren bestenfalls eine Grenzfrequenz von ca. 600 MHz erreichen. Eine deutliche Verbesserung ist der Heterojunction bipolar transistor.
Ein weiterer, jedoch schaltungstechnisch (siehe Kaskode) zu überwindender, limitierender Faktor ist der Miller-Effekt bzw. die Kapazität zwischen Kollektor und Basis. Diese beträgt bei Kleinsignaltransistoren wenige Pikofarad. Ändert sich das Kollektorpotenzial, fließt ein Umladestrom durch {\displaystyle C_{\mathrm {CB} }} und die Basis. Dieser Strom wird verstärkt und wirkt der Potentialänderung entgegen, eine Gegenkopplung. Die Auskopplung des Kollektorstroms einer Emitterschaltung durch eine Basisschaltung vermeidet diesen Effekt, da der Eingangswiderstand der Basisschaltung fast Null ist. Eine schmalbandige Lösung ist die Parallelkompensation von {\displaystyle C_{\mathrm {CB} }} mit einer Induktivität. Bei einem Verstärker, in dem das Signal an der Basis des betrachteten Transistors phasengleich repliziert ist, wird eine frequenzabhängige Mitkopplung genutzt, dies wird Neutralisation genannt.
Die Wirkungsweise eines pnp-Transistors ist dazu analog, jedoch sind die Vorzeichen umzudrehen, um der entgegengesetzten Dotierung der beiden Sperrschichten Rechnung zu tragen. Dabei entspricht der Basisstrom einem kleinen Elektronenstrom, welcher einen hohen Strom von Löchern aus dem Emitter in den Kollektor verursacht.
Nachfolgend in der Übersicht sind schematisch die Verhältnisse als Bändermodell im Kristall dargestellt. Hierbei stellen die kleinen ±-Symbole bewegliche Ladungsträger, die Majoritätsladungsträger wie Elektronen bzw. Defektelektronen dar, während die großen Symbole die ionisierten Dotieratome darstellen.

Bändermodell für den Bipolartransistor (npn-Typ)
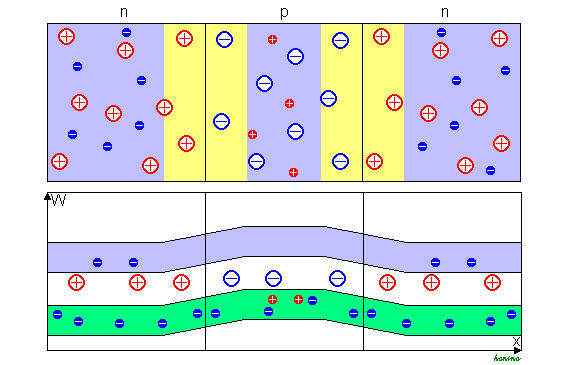
Kristallaufbau und Bändermodell eines Bipolartransistors
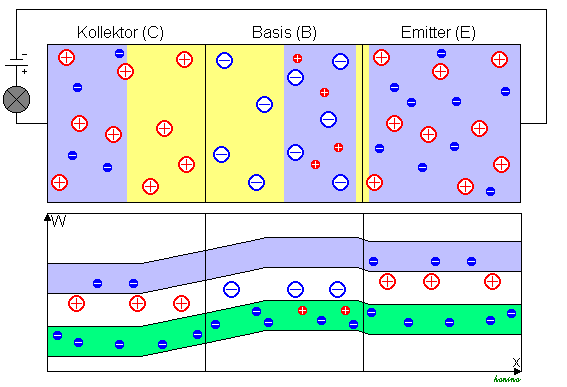
Selbiges bei angelegter Kollektor-Emitter-Spannung
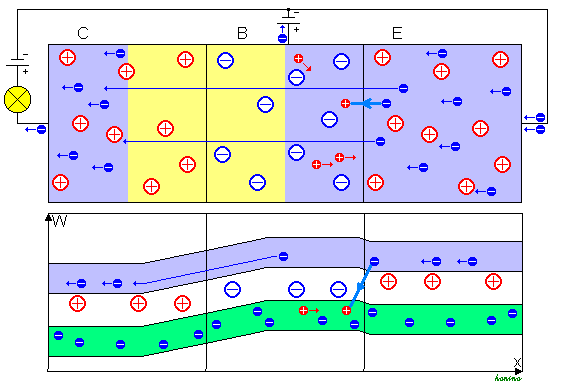
Zusätzlich mit angelegter Basis-Emitter-Spannung

## Transistormodelle und Ersatzschaltbilder
Der Bipolartransistor ist ein sehr gut untersuchtes Bauelement. Um sein Verhalten zu beschreiben, gibt es zahlreiche Modelle, die Schaltungsanalyse und -entwurf erleichtern. Da die Detailbeschreibungen sehr umfangreich sind, wird hier nur Grundlegendes angeschnitten und Vertiefendes in Unterartikel ausgegliedert. Siehe hierzu Mathematische Beschreibung des Bipolartransistors und Ersatzschaltungen des Bipolartransistors, des Weiteren Transistorrauschen in Form von Johnson-Rauschen an reellen Widerständen und Schrotrauschen durch den Leckstrom.

Vereinfachtes Transportmodell eines npn-Transistors

Das einfachste Modell besteht aus der Basis-Emitter-Diode und der durch den Basisstrom {\displaystyle I_{\mathrm {B} }} gesteuerten Stromquelle (genauer gesagt einer Stromsenke, da keine Energieerzeugung erfolgt) vom Kollektor zum Emitter {\displaystyle I_{\mathrm {C} }}. Der Transistor verstärkt den Basisstrom um den Faktor {\displaystyle B}. Voraussetzungen für die Gültigkeit des Modells sind: Die Basis-Emitter-Diode muss in Durchlassrichtung gepolt sein und die Basis-Kollektor-Diode in Sperrrichtung.
Diese Art der Beschreibung heißt Großsignalmodell und unterteilt sich in das Ebers-Moll-Modell, das Transportmodell und das Gummel-Poon-Modell.

Kleinsignalmodell

Nachteil der zuvor genannten Methoden besteht in der Verwendung nicht-linearer Funktionen in Form der Exponentialfunktion für die Diodenkennlinie, das die mathematische Analyse erschwert. Abhilfe schafft das Kleinsignalmodell. Mit ihm können die für lineare Schaltkreise geltenden Theorien angewandt werden.
Die Ermittlung der Parameter erfolgt im Arbeitspunkt also unter definierten Randbedingungen. Der differentielle Widerstand der Basis-Emitter-Strecke {\displaystyle r_{\mathrm {BE} }} entspricht der Tangente zur Diodenkennlinie für den Arbeitspunkt. Der differentielle Kollektor-Emitter-Widerstand {\displaystyle r_{\mathrm {CE} }} entspricht der Steigung der Ausgangskennlinie bedingt durch den Early-Effekt. Der differentielle Stromverstärkungsfaktor {\displaystyle \beta } vervollständigt die Beschreibung des elektrischen Verhaltens. Der Datenblattwert {\displaystyle h_{\mathrm {FE} }} entspricht dabei {\displaystyle \beta }.
Unmittelbar mit dem Kleinsignalmodell verwandt sind die Vierpolparameter des Transistors.
Das Großsignalmodell umfasst den gesamten Spannungsbereich, der für das betrachtete Bauteil zulässig ist. Das Kleinsignalmodell gilt nur in einem eng begrenzten Bereich um den Arbeitspunkt. Eine weitere Unterteilung erfolgt in statische und dynamische Modelle. Letztere sind komplexer, denn sie berücksichtigen die kapazitiven Eigenschaften der Sperrschichten und eignen sich daher für mittlere bis hohe Frequenzen.

## Kennlinienfelder

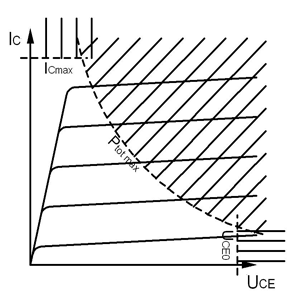
Ausgangkennlinienfeld mit Begrenzung des Transistor-Arbeitsbereichs

Vierquadrantenkennlinienfeld

Kennlinienfelder dienen der grafischen Darstellung zweier oder mehrerer voneinander abhängiger physikalischen Größen. Sie dienen zur Charakterisierung und Veranschaulichung der elektrischen Eigenschaften/Verhalten des Bauelements. Für die Beschreibung eines Bipolartransistors (als elektrischen Schalter oder in Verstärkerschaltungen) reichen vier grundlegende Kennlinien aus: das Eingangs-, das Ausgangs-, das Stromsteuer- und das Spannungsrückwirkungskennlinienfeld. Werden die Kennlinien gemeinsam dargestellt spricht man auch von Vierquadrantenkennlinienfeld.
Beim Eingangskennlinienfeld wird der Basisstrom {\displaystyle I_{\mathrm {B} }} gegen die Basisspannung {\displaystyle U_{\mathrm {BE} }} aufgetragen. Da es sich hierbei nur um den Basis-Emitter-pn-Übergang handelt, entspricht die Kennlinie der einer pn-Diode.
Das Ausgangkennlinienfeld stellt die Abhängigkeit des Kollektorstroms {\displaystyle I_{\mathrm {C} }} von der Kollektor-Emitterspannung {\displaystyle U_{\mathrm {CE} }} bei ausgewählten Basissteuerströmen {\displaystyle I_{\mathrm {B} }} dar.
Beim Stromsteuerkennlinienfeld bzw. bei der Stromsteuerkennlinie wird die Abhängigkeit des Kollektorstroms {\displaystyle I_{\mathrm {C} }} vom ansteuernden Basisstrom {\displaystyle I_{\mathrm {B} }} bei konstanter Kollektor-Emitterspannung {\displaystyle U_{\mathrm {CE} }} dargestellt. In der Regel hat sie den Verlauf einer Geraden (annähernd linear) durch den Ursprung, wobei die Steigung dem Stromverstärkungsfaktor {\displaystyle \beta } entspricht.
Das Spannungsrückwirkungskennlinienfeld (auch Rückwirkungskennlinienfeld genannt) stellt die Rückwirkung der Ausgangsspannung {\displaystyle U_{\mathrm {CE} }} auf den Eingang (Basis bzw. Basisspannung {\displaystyle U_{\mathrm {BE} }}) dar.

## Arbeitsbereiche

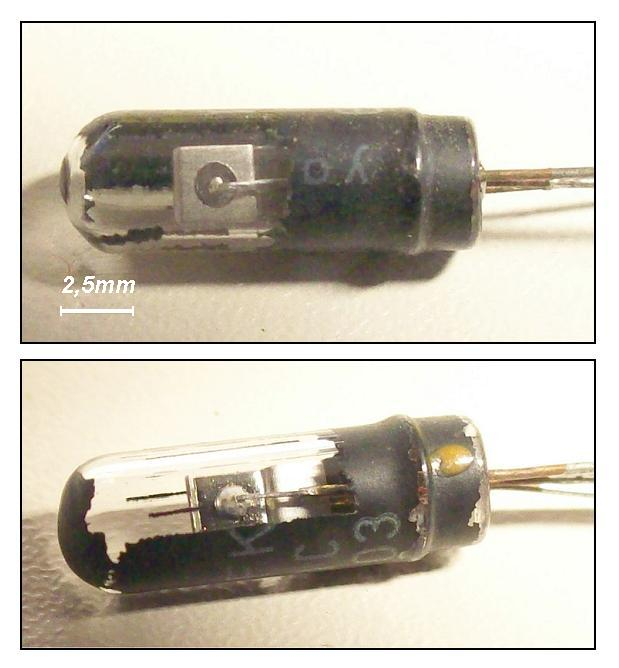
Historische Bipolartransistoren, Baujahr ca. 1959. Gehäuse aus Glas, schwarzer Lacküberzug teilweise entfernt, um den Halbleiterkristall sichtbar zu machen.

Der Bipolartransistor besteht aus zwei pn-Übergängen. Indem man entsprechende Spannungen anlegt, kann man beide Übergänge unabhängig voneinander sperren oder durchschalten. Dadurch ergeben sich vier mögliche Arbeitsbereiche, in denen der Transistor ein je eigenes Verhalten zeigt.

### Sperrbereich
Im Sperrbereich (engl. cut-off region) oder Sperrbetrieb sperren beide Übergänge, d. h. die Kollektor- und die Emitterdiode. In diesem Betriebszustand leitet der Transistor theoretisch keinen Strom. Der Transistor entspricht damit einem geöffneten Schalter. Praktisch fließt auch im Sperrbetrieb ein geringer Strom, der Transistor im Sperrbetrieb stellt also einen nichtidealen Schalter dar.

### Verstärkungsbereich
Der Verstärkungsbereich (engl. forward-active region) tritt im sogenannten Normalbetrieb auf. Hierbei wird die Emitterdiode in Flussrichtung und die Kollektordiode in Sperrrichtung betrieben. Im Verstärkungsbereich gilt näherungsweise die Formel {\displaystyle I_{\rm {C}}=\beta \cdot I_{\rm {B}}}, wobei β der Stromverstärkungsfaktor ist. Da β relativ groß ist, führen hier kleine Änderungen des Basisstroms {\displaystyle I_{\rm {B}}} zu großen Änderungen des Kollektorstroms {\displaystyle I_{\rm {C}}}. Transistoren werden in diesem Bereich betrieben, um Signale zu verstärken. Im Normalbetrieb wird der Transistor üblicherweise nur in dem Bereich betrieben, in dem die Verstärkung näherungsweise linear gemäß obiger Formel verläuft.
Schnelle Digitalschaltungen wie LVPECL, LVDS, CML arbeiten im Verstärkungsbetrieb, auch linearer Bereich genannt, um die Verzögerungen durch die Sättigung zu vermeiden.

### Sättigungsbereich
Der Sättigungsbereich wird auch Sättigungsbetrieb oder Sättigung genannt. Beide pn-Übergänge leiten, in der Basiszone befinden sich jedoch mehr Ladungsträger als für den Kollektorstrom benötigt werden. Der Kollektorstrom {\displaystyle I_{\rm {C}}} ist unabhängig vom Basisstrom {\displaystyle I_{\rm {B}}}. Der Transistor entspricht einem geschlossenen Schalter mit konstantem Durchgangswiderstand (Linker Bereich im Ausgangskennlinienfeld). Sofern sich der Arbeitspunkt eines Linearverstärkers nicht weit genug entfernt vom Sättigungsbereich befindet oder die Amplitude des Signals zu hoch ist, tritt Übersteuerung ein, der Verstärker begrenzt das Signal und es treten Verzerrungen auf. Das Sperren der Basis-Kollektor-Strecke verzögert sich, da erst alle überschüssigen Ladungsträger aus der Basiszone abfließen müssen.
Alternativ werden bei Schaltanwendungen Feldeffekttransistoren (z. B. MOSFETs) eingesetzt.

### Quasi-Sättigungsbereich
Dieser Bereich liegt zwischen Verstärkungsbereich und Sättigungsbereich. Der Transistor wird nicht gesättigt betrieben, wodurch sich Ausschaltzeit und damit die Ausschaltverlustleistung gegenüber dem Betrieb in vollständiger Sättigung deutlich vermindern, was für Schalt-Anwendungen wichtig ist. Erkauft wird dieser Vorteil jedoch durch höhere Durchlassverluste, da die Durchlassspannung um ca. 0,4 V höher liegt. Eine Anwendung ist beispielsweise Schottky-TTL.

### Inverser Verstärkungsbereich
Der inverse Verstärkungsbereich (engl. reverse region) wird auch Inversbetrieb genannt. Dabei werden der Basis-Kollektor-Übergang in Durchlassrichtung und der Basis-Emitter-Übergang in Sperrrichtung betrieben. Dieser Bereich funktioniert ähnlich wie der normale Verstärkungsbereich, jedoch mit umgekehrten Vorzeichen der Spannungen. Der Stromverstärkungsfaktor ist deutlich kleiner. Die maximale Sperrspannung der Basis-Emitterdiode beträgt nur einige Volt.
Ein Vorteil des Inversbetriebs ist die präzisere und schnellere Schaltung. Bei voller Durchsteuerung sinkt die Durchlassspannung unter 10 mV, ähnlich wie beim mechanischen Kontakt, aber ohne Prellen.

## Anwendung und Bedeutung
Während der Bipolartransistor gegenüber dem MOSFET viele Nachteile hat und in vielen Anwendungen verdrängt wurde, hat er sich in einer Anwendung lange gehalten: Trans-lineare Schaltungen.
Das dem PN-Übergang inhärente Exponentialverhalten lässt sich zur Realisierung von nicht-linearen Funktionen wie Multiplikation, Division, Quadrieren, Pythagoras
und somit variabler Verstärkung und Frequenzmischen nutzten. Es sind gerade diese Schaltungen/Anwendungen, bei denen die nachteiligen Eigenschaften des Bipolartransistors kaum eine Rolle spielen und somit Anwendungen in der Hochfrequenztechnik bei Frequenzen von weit über 100 MHz möglich sind. Die bekannteste Schaltung dieser Art ist die Gilbertzelle. Außerhalb der Hochfrequenztechnik wurden diese Schaltungen in analogen Computern und für künstliche neuronale Netze verwendet.

## Ausführungsbeispiele

### Elektrische Parameter
Für verschiedene Einsatzzwecke gibt es tausende Transistortypen mit unterschiedlichsten Eigenschaften. Wichtige Kenngrößen sind
- die Strombelastbarkeit IC (Kollektorstrom; einige Milliampere bis ca. 50 Ampere),
- die maximale Spannungsbelastbarkeit UCE (Kollektor-Emitter-Sperrspannung; einige Volt bis einige hundert Volt),
- die maximale Verlustleistung Pmax (einige Milliwatt bis einige hundert Watt),
- die Stromverstärkung B (ca. 5 bis ca. 1000) und
- die Grenzfrequenz (ca. 10 kHz bis etwa 100 GHz).

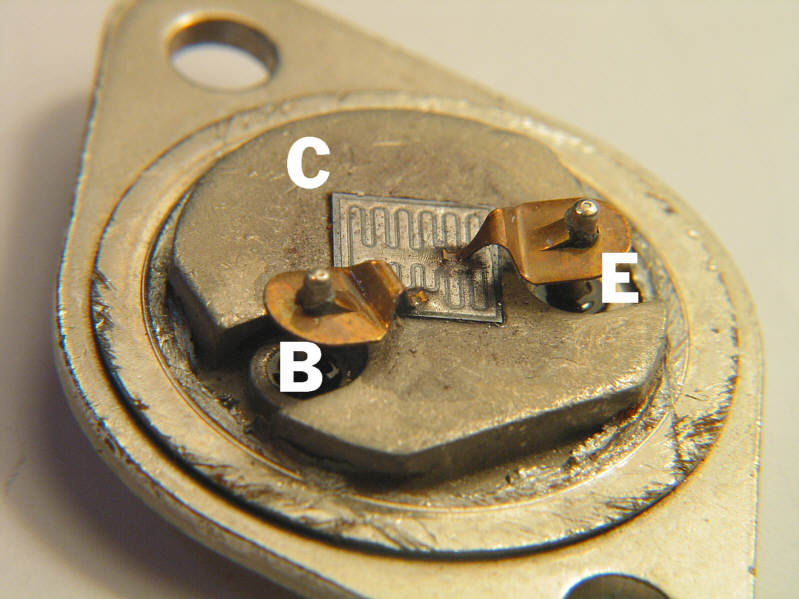
2N3055 aus den 1980er Jahren. Siehe Unterschied in der Fertigungstechnik zum Bild oben: Drahtbonden-Technik, Abstand der Leitungen
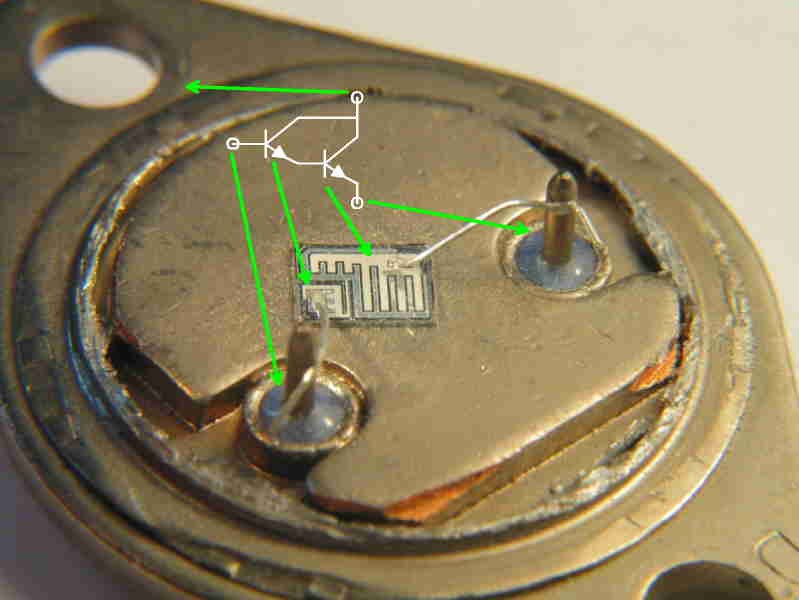
Leistungsdarlington aus den 1980er Jahren

Oft verwendet man in der Praxis einige wenige Typen häufiger als andere. Viele Transistoren gibt es als Komplementärtypen: es existieren ein pnp- und ein npn-Typ mit betragsmäßig gleichen Parametern, jedoch unterschiedlicher Polarität. Stellvertretend seien hier einige Komplementärtypen und deren Parameter genannt:
1. Kleinsignaltransistoren (allgemeine Anwendung):
  - TO-92-Gehäuse (bedrahtet): BC547B (npn-Transistor) / BC557B (pnp-Transistor): Verlustleistung Pmax = 0,50 W; Betrag des Kollektorstromes IC ≤ 100 mA; Betrag der Sperrspannung UCE ≤ 45 V; Stromverstärkung B ≈ 290 (bei IC = 2 mA)
  - SOT-23-Gehäuse (SMD): BC817 (npn) / BC807 (pnp): Pmax=0,25 W; IC ≤ 500…800 mA; UCE ≤ 45 V; B = 100…600 (bei IC = 100 mA); Transitfrequenz FT (min.) 100 MHz

Der Preis dieser Typen liegt bei Abnahme geringer Stückzahlen bei ca. 3 ct, bei größeren Abnahmemengen sinkt der Preis noch einmal deutlich.
2. Leistungstransistoren:
  - TO-3-Gehäuse: 2N3055 (npn) / MJ2955 (pnp): Pmax = 115 Watt; IC ≤ 15 A; UCEO ≤ 60 V; B = 20…70 (bei IC| = 4 A); Transitfrequenz min. 0,8 MHz
  - TO-220-Gehäuse, Darlington-Transistoren: TIP130…132 (npn)/ TIP135…137 (pnp); Kollektorströme bis 8 Ampere, Stromverstärkung min. 1000 (bei 4 Ampere Kollektorstrom), Sperrspannung 60 bis 100 Volt.

Darlington-Transistoren vereinen zwei Transistoren auf einem Chip in einem Gehäuse, wobei in einer Emitterfolger-Schaltung der kleinere davon der Ansteuerung der Basis des größeren dient. Die Stromverstärkung des Doppeltransistors ist deutlich höher (1.000 bis 30.000) als die eines Einzeltransistors, die Sättigungsspannung jedoch ebenfalls (etwa 1 V). Die BE-Spannung entspricht etwa dem doppelten Wert eines Einzeltransistors (1,4 V).

### Gehäuse-Bauformen
siehe auch: Liste von Halbleitergehäusen
Diskrete Bipolartransistoren werden abhängig vom Einsatzzweck in unterschiedlichen Gehäusen untergebracht. Die gängigsten Gehäuseformen sind:
- Bedrahtete Gehäuse (Durchsteckmontage, kurz THT von engl. through hole technology):
  - TO-92 (Plastikgehäuse 5 mm × 5,2 mm)
  - TO-18 und TO-39 (becherförmige Metallgehäuse, vergossen; veraltet)
  - TO-220 (Plastikgeh. mit Lasche zur Kühlkörpermontage, 9,9 mm × 15,6 mm)
  - TO-218 (15 mm × 20,3 mm; Plaste mit Metallkühlfläche)
  - TO-247 (Plastikgeh. mit Metallfläche zur Kühlkörpermontage)
  - TO-3 (Metallgehäuse zur Kühlkörper-Montage; veraltet)
  - TO-3P (ähnlich TO-218; mit Metallfläche zur Kühlkörpermontage)

- Gehäuse für Oberflächenmontage (SMD von engl. surface mounted device); Wärmeableitung über Lötverbindungen zur Leiterplatte:
  - SOT-23 (1,3 mm × 2,9 mm)
  - SOT-89 (2,6 mm × 4,5 mm)
  - SOT-223 (3,5 mm × 6,5 mm)
  - D-PAK, D2-PAK (höhere Verlustleistungen)

## Modellierung

### Ebers-Moll-Modell
Mit dem Ebers-Moll-Modell und den daraus abgeleiteten Regeln kann man einen Bipolartransistor analysieren. Ein einfaches Modell für einen Bipolartransistor ist, ihn als Stromverstärker zu betrachten, bei dem der Kollektorstrom proportional zum Basisstrom ist. Die Proportionalitätskonstante {\displaystyle \beta } ist die Stromverstärkung des Transistors. Die Beziehung zwischen dem Basisstrom {\displaystyle I_{C}} und dem Kollektorstrom {\displaystyle I_{B}} lautet:
{\displaystyle I_{C}=\beta \cdot I_{B}}
Das Stromverstärkungsmodell ist außerhalb von integrierten Schaltkreisen nicht wirklich nützlich. Die Verstärkung {\displaystyle \beta } kann zwischen Transistoren desselben Typs in derselben Charge in einem Bereich von 5 bis 1 variieren. Sie ist außerdem von Temperatur und Kollektorstrom abhängig. Dieses Modell ist eigentlich nur nützlich, um zu bestimmen, wie viel Basisstrom erforderlich ist, um einen Schalttransistor mit Verstärkung {\displaystyle \beta }, Temperatur und Spannung in die Sättigung zu treiben.
Das Ebers-Moll-Modell hingegen betrachtet den Transistor als Transkonduktanzgerät, bei dem der Kollektorstrom durch die Basis-Emitter-Spannung {\displaystyle V_{BE}} gesteuert wird. In diesem Fall wird der Kollektorstrom durch folgende Exponentialgleichung beschrieben:
{\displaystyle I_{C}=I_{S}\cdot \left(e^{\tfrac {V_{BE}}{V_{T}}}-1\right)}
Umgekehrt kann die Basis-Emitter-Spannung als Funktion des Kollektorstroms beschrieben werden:
{\displaystyle V_{BE}=V_{T}\cdot \ln \left({\frac {I_{C}}{I_{S}}}+1\right)}
In diesen Gleichungen ist {\displaystyle V_{T}} die thermische Spannung (proportional zur thermodynamischen Temperatur), die bei Raumtemperatur etwa 26 mV beträgt, und {\displaystyle I_{S}} ist der Sättigungsstrom (der ebenfalls stark temperaturabhängig ist), die bei einem Kleinsignaltransistor typischerweise 10−15 A beträgt. Wegen {\displaystyle I_{C}\ll I_{S}} können diese Gleichungen wie folgt vereinfacht werden:
{\displaystyle I_{C}=I_{S}\cdot e^{\tfrac {V_{BE}}{V_{T}}}}
{\displaystyle V_{BE}=V_{T}\cdot \ln \left({\frac {I_{C}}{I_{S}}}\right)}